# Tu-144 (航空機)
ツポレフ Tu-144（ツポレフ144；ロシア語: Ту-144は、ソ連のツポレフ設計局で設計・製造された超音速旅客機（SST）である。
外観がコンコルドに酷似したものであったことから、西側では登場当初から「ソ連のスパイ活動によるコピー説」が広く流布し、「コンコルドスキー（Concordski または Konkordski）」とあだ名された。ただし、初飛行は本機の方がコンコルドより早かった。
NATOコードネームは「チャージャー（Charger)」。

## 開発の経緯

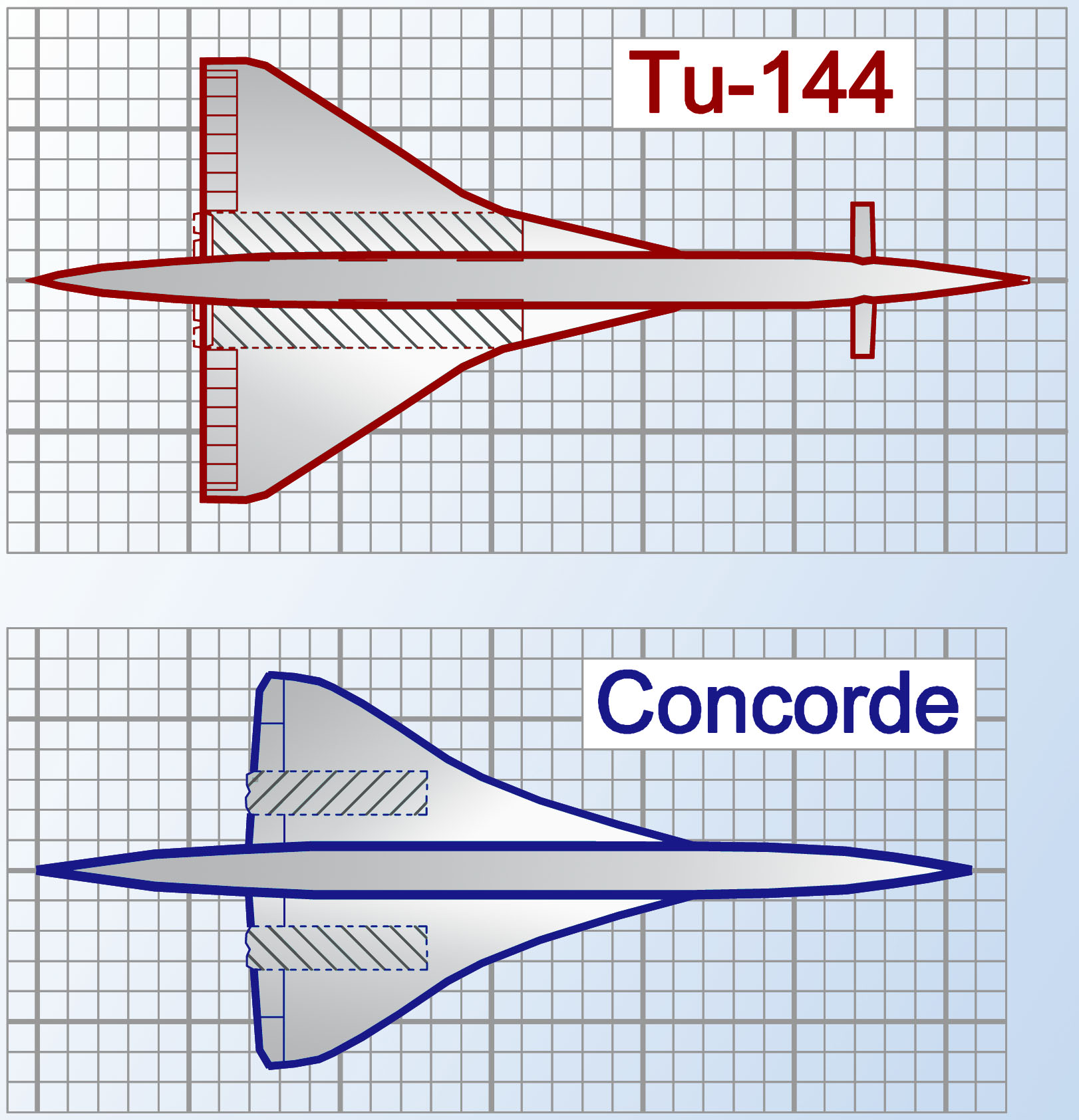
コンコルドとの比較図

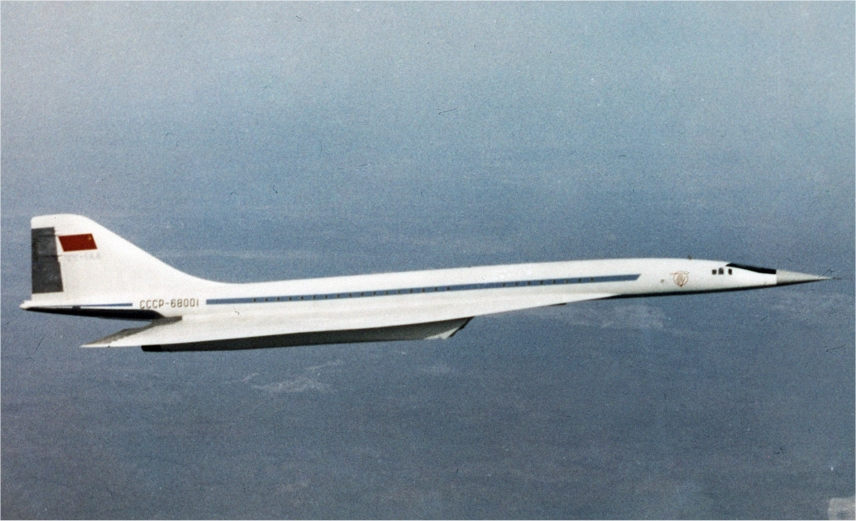
初号機

1950年代末にデハビランド コメットやボーイング707、ダグラスDC-8などの、いわゆる「第1世代ジェット旅客機」の就航と前後して、イギリスやフランス、アメリカ合衆国といった西側の航空先進国では超音速輸送機の研究や構想が盛んに行われた。
音速の2倍で飛び、同じ航路を当時の亜音速のジェット旅客機の半分の時間で飛ぶ超音速輸送機は、「1機あたりの生産性が倍になって」、「航空会社の保有する機体の数を半減させることができ」、「大西洋間の日帰り旅行が可能となるなど、乗客にとっては世界をより小さくするものであり」、「将来的には商用旅客機のほとんどは超音速輸送機になるだろう――したがって、超音速輸送機は航空史の新たな時代を担うものである」と、ばら色の未来が真剣に語られていたのである。
国民の移動の自由が保障されており、大型ジェット旅客機による長距離国際線が多数運行されていた西側の航空先進諸国とは違い、国民の海外旅行が制限されていたソ連や東側諸国でこの種の航空機の必要性は必ずしも高いとは言えなかったが、スプートニク計画や世界初のSLBM搭載潜水艦の就役など、西側諸国より優れた科学技術を誇示することでソビエト連邦と社会主義の求心力維持に活用してきたフルシチョフ政権にとっては、西側諸国が超音速輸送機を実用化していくのを指をくわえて見ていることは出来なかった。
また、広大なソ連邦の中で、政府高官（要人）や重要な物資、郵便物を移動させるために使うのであれば、超音速輸送機の需要が無いとは言えなかった。なお、陸上飛行でのソニックブームやオゾン層の破壊など、超音速輸送機による環境問題については、開発初期には西側諸国でも認識されておらず、その後もソ連においてはあまり重要視されなかった。
このような経緯もあって、ソ連においても超音速輸送機の開発がはじめられることとなった。開発を担当することになったのは超音速機と旅客機、両方の設計について実績を積んでいたツポレフ設計局であった。雑誌「Technology of the Air Transport」の1962年1月号でTu-144の概要が発表され、大臣会議による計画承認ののち、航空省は1963年7月26日にTu-144の開発をスタートさせた。計画では開始から4年後までに5機の原型機が製造され、最初の機体は1966年には完成していることが求められた。
新たなる超音速旅客機の開発のために、超音速戦闘機のミコヤンMiG-21を用いた2機の試験機が製造された。この機体はMiG-21I「アナローク」と名付けられたが、尾翼付きデルタ翼のMiG-21に対し、MiG-21Iは無尾翼で、機首までなだらかに曲線を描くオージー翼を備えていた。MiG-21Iを用いてオージー翼の特性や無尾翼機の操縦性などが試験され、そのデータはTu-144の開発に活用された。
原型機は1968年12月31日に初飛行した。この初飛行は政府の指示に従い「ライバル」のコンコルドより2か月早いものであった。また、この原型機は量産型Tu-144Sと異なる点が多かった。主翼はコンコルドそっくりの（そしてMiG-21Iと相似形の）オージー翼で、機首のカナードは装備されていなかった。量産型Tu-144Sより翼幅はやや小さく、胴体もやや短かった。4基のエンジンは中央にまとめられてその外側で主脚が出入りし、コックピット風防前のバイザーの窓はよりコンコルドに近い形のものであった。
Tu-144原型機で試験が行われた後、多数の改良点を盛り込んだ量産型Tu-144Sがようやく製造され、1971年7月1日に初飛行した。

## 特徴

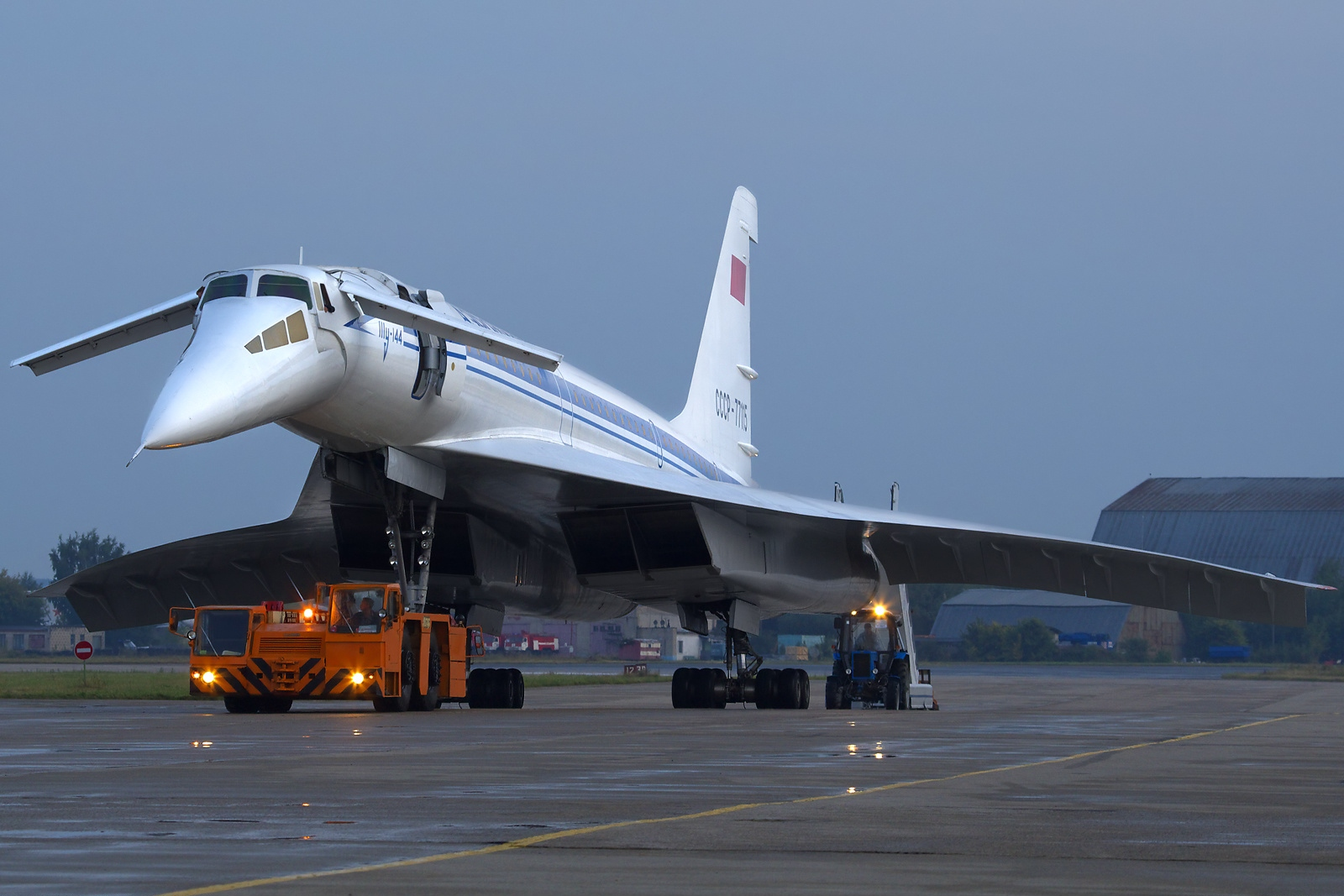
前方から見たTu-144

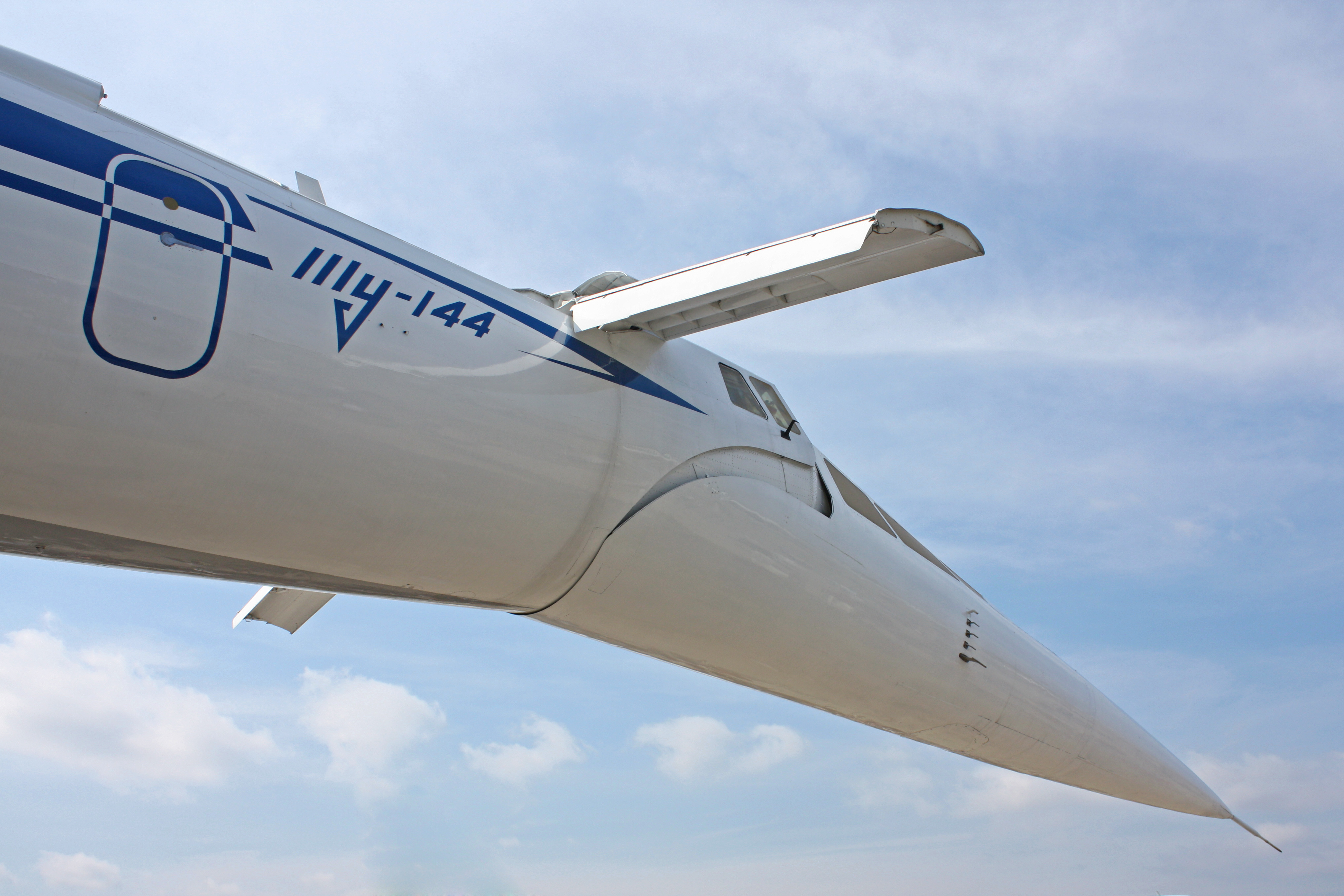
Tu-144の機首部分

量産型のTu-144Sでは、製作の面倒なオージー翼の代わりに、オージー翼の曲線を2本の直線で置き換えたダブルデルタ翼が取り入れられ、翼幅、翼面積ともに拡大された。また、離着陸時にのみ展開し、大きく機首上げモーメントを生じさせる引き込み式のカナードが装備され、エレボンをフラップとして用いることが出来るようになり、離着陸性能が大幅に向上した。
このカナード（先尾翼）が無ければ、デルタ翼やオージー翼は後縁フラップが付けられない。付けても後ろ側だけが持ち上がる形となり、通常の尾翼の飛行機がエレベーターを下げて機首を下向きにするのと同じことになってしまう。そこでカナードを付けて、主翼の後縁フラップを下げると同時に、カナードのエレベーターを用いて機首を持ち上げることにより、主翼に後縁フラップが付けられるようになった。
大迎え角となる離着陸時に視界を確保するためコンコルド同様に機首を下方に可動できるようになっていたが、コンコルドのように機首とバイザーが別に動作するのではなく、単にバイザーごと機首が上下する。この機首を引き上げると、前方視界はわずかであった。
胴体は原型機の段階からコンコルドより若干太く作られており、エコノミークラスで横5列の座席を設置できた。Tu-144Sでは、胴体の長さもやや延長された。
胴体後部に過熱や振動などの問題を引き起こしていたエンジンは、左右2基ずつに分離され、より外側に移された。このためエンジンと主脚とが主翼下面で競合することになり、主脚は小径のタイヤ8輪を装備する変わった構造とされ、エンジン2基をまとめたナセルの、それぞれのエンジンのダクトの間に引き込まれた。
エンジンそのものも原型機のクズネツォフNK-144ターボファンの改良型NK-144Aに換装され、パワーアップが図られた。しかし、それでもコンコルドとは異なりマッハ2での超音速飛行時においてもアフターバーナーを焚き続けなければならなかったと言われており、ただでさえ良くない超音速輸送機の燃費をさらに悪化させた。後期にはより効率のよいコレゾフ RD-36-51ターボジェットエンジンに換装して性能を向上したTu-144Dが生産された。

## 製造と運用

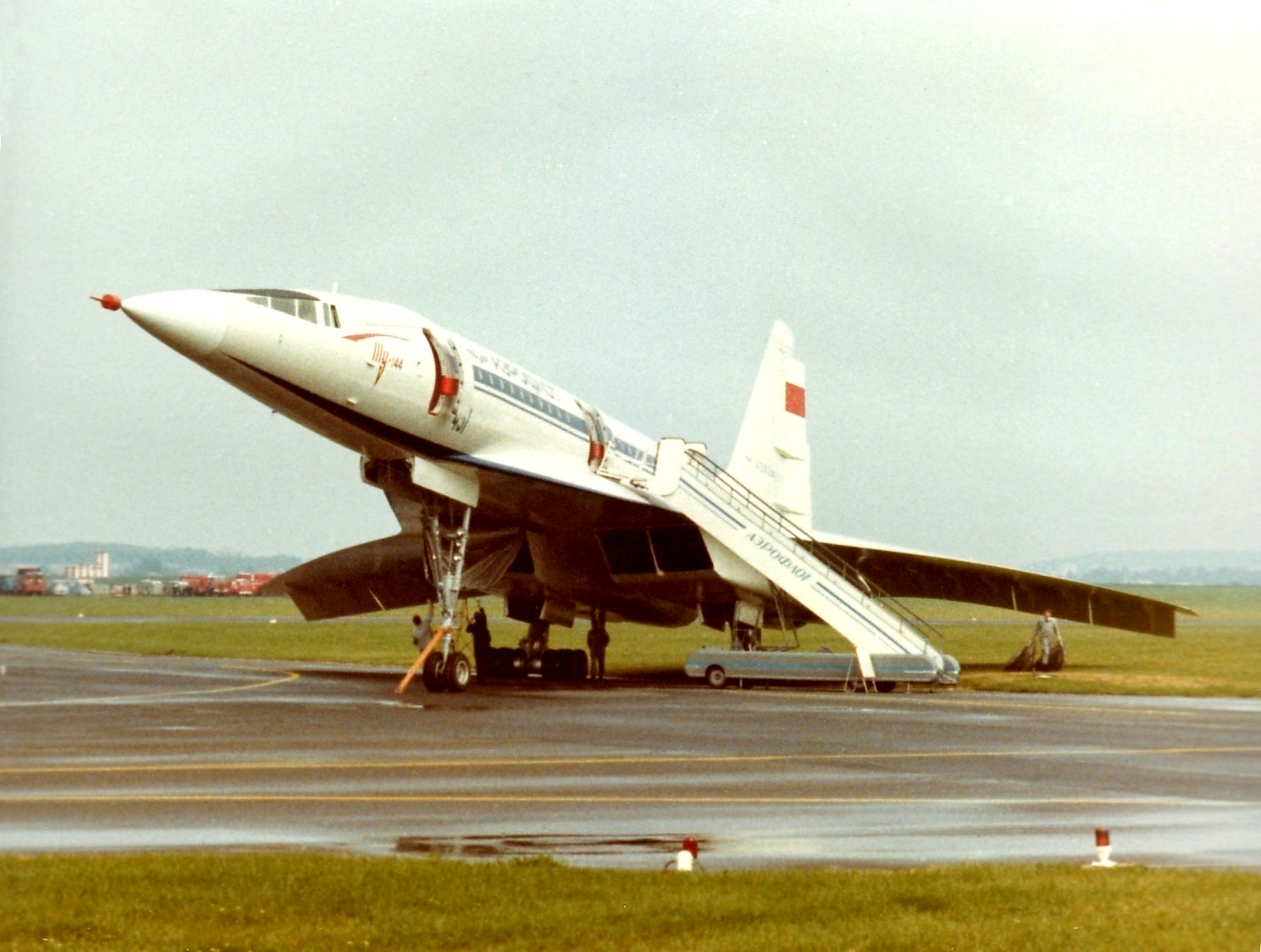
1973年のパリ航空ショーにて。この後の展示飛行で墜落した

Tu-144は、その大きさやカタログ性能面ではコンコルドをほぼ全ての面で凌駕していたが、Tu-144を運航したのはアエロフロートのみで、運航期間も短かった。
ソ連政府の指導により、コンコルドの営業運航が始まる1か月前（コンコルドの営業運航開始は1976年1月21日）の1975年12月26日、Tu-144はモスクワ - アルマアタ間の郵便貨物便として営業運航を開始する。当時のアルマアタはソ連を構成する共和国の一つ、カザフ・ソビエト社会主義共和国の首都であり、国内貨物線に超音速機を投入するという珍しい例であった。その後、1977年11月1日には同じくモスクワ - アルマアタ間で旅客輸送を開始した。4019kmの区間を平均時速2400km、所要2時間1分で飛行した。イリューシン62ならば所要4時間なので、その半分である。
しかし、コンコルドよりも劣悪な燃費性能と乗り心地、経済性と信頼性の低さなどの問題により、わずか7か月後の1978年6月6日に運航が中止された。モスクワ - アルマアタ間での運航頻度は週1便のみで、他路線への投入もされなかったため、旅客便としての運航はわずか102便で終わった。
ツポレフは燃費向上のためイギリスから有償で技術供与を受けるなどしたが解決には至らず、生産数は原型機1機、量産型のTu-144Sが10機、性能向上型のTu-144Dが5機の計16機が製造されるにとどまった。生産機数の16機はコンコルドと同様であったが、2003年まで国際線で活躍したコンコルドと違い、上記のように16機全機が活躍したかどうかも疑わしいものであった。

## 事故
Tu-144は2度の重大な事故を起こしている。
1973年6月3日には、SSSR-77102号機がパリ航空ショーに参加。展示飛行では、旋回を交えてはるかに大胆な飛行を披露したもののパリ郊外のル・ブルジェ空港北側の村落に墜落し、乗員6名および地上の住民7名が犠牲となった。この航空ショーには最大のライバルであるコンコルドも参加しており、ライバルにその性能を見せつけるはずが結果的に相手のお膝元で大惨事を引き起こすこととなってしまった。

また1978年5月23日には、試験飛行中のTu-144Dの機内で火災が発生し不時着するという事故が発生した。この便には乗客は搭乗していなかったが、Tu-144の旅客輸送に大きな打撃を与えた。

## 運航停止後のTu-144

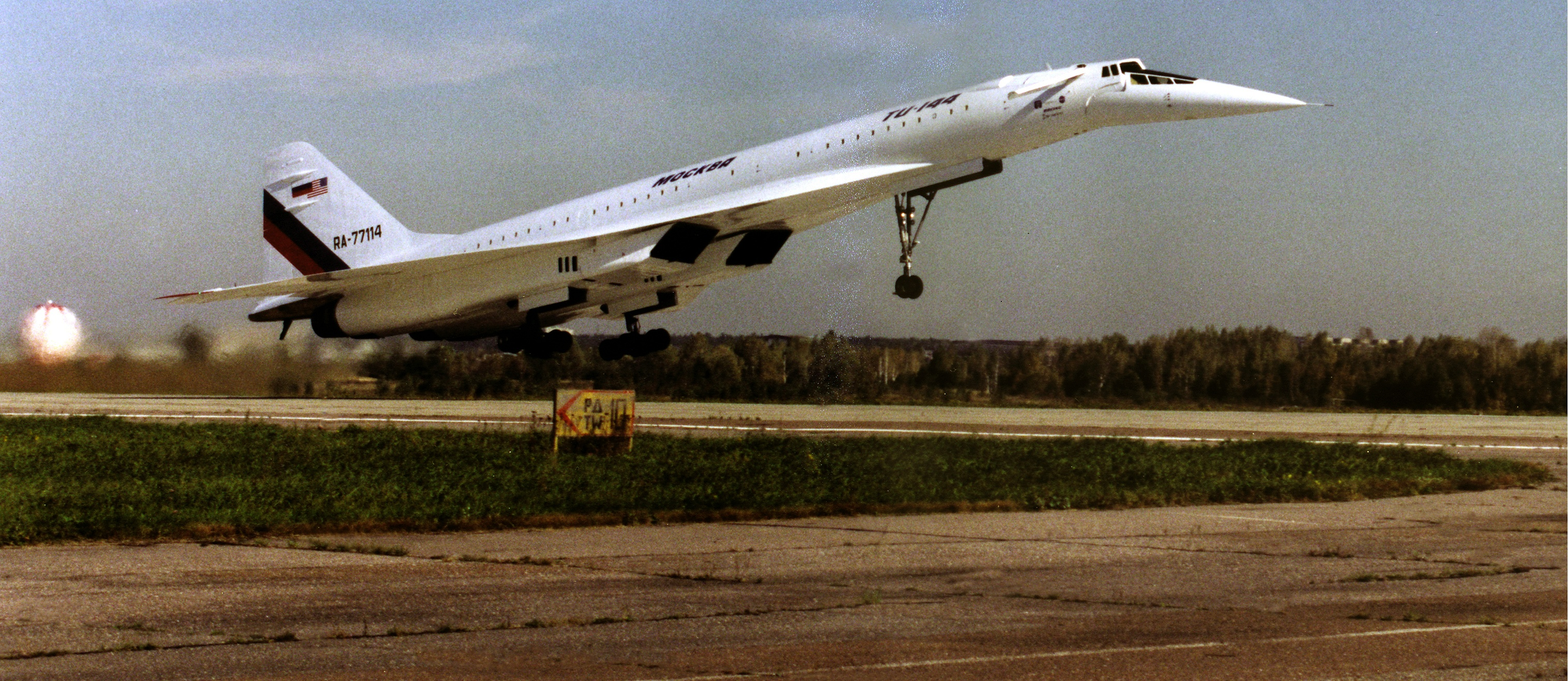
データ収集に活躍中のTu-144LL。垂直尾翼にロシアとアメリカの国旗が描かれている

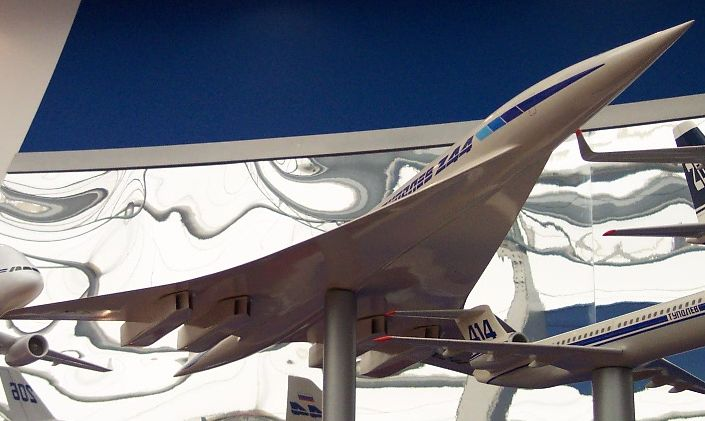
展示されるTu-244モックアップ

一部のTu-144は運航停止からソビエト連邦の崩壊後の数年間は、ツポレフの工場で放置されていた。その他に、モニノ空軍博物館（ロシア・モスクワ近郊）やジンスハイム自動車・技術博物館（ドイツ・ジンスハイム）にて雨晒しで野外展示されている機体もある。ジンスハイムの機体は機内を見学することが可能で、コンコルドと並んで展示されている。
なお、Tu-144Dのうちの1機であるRA-77114機は改造の上、次世代超音速旅客機開発のためのデータ収集を目的とする、ロシアとアメリカの共同プロジェクトのために復帰していた。
この復帰にあたっては、エンジンをより強力なNK-321ターボファンエンジン（Tu-160が装備するエンジン）に換装し、操縦系統等にデジタル技術を取り入れるなど、大幅な改造を行っている。このTu-144はTu-144LL（LLは「Flying Laboratory」を意味するロシア語「Letayushchaya Laboratoriya」からの略語）と呼ばれ、1996年11月30日に初飛行 し、1999年4月までにモスクワ近郊のジュコーフスキーで飛行試験と地上試験に使用され、試験終了後十数年にわたって放置された。
しかし、2019年ごろに外装の修復が行われ、現在はアエロフロートの旧塗装に塗り替えられた状態でジュコーフスキー空港の敷地内で保存されている。
これらのデータを元に、ツポレフ設計局はTu-244と呼ばれる新しい超音速輸送機を開発・設計し、使用するエアラインが名乗り出れば即時に具体的な形にできるとしていたが、計画は進展していない。Tu-444という小型超音速旅客機のプロジェクトが発表されたが、こちらも状況は同じである。

## 製造機材一覧
「超音速旅客機CONCORDE」イカロス出版　107頁より引用
| 製造順 | 機体記号   | 型式    | 使用用途                 | 履歴                                                                | 現状 |
| ------ | ---------- | ------- | ------------------------ | ------------------------------------------------------------------- | --- |
| 1      | СССР-68001 | Tu-144  | 試作機                   | 1968年12月31日に初飛行した機体                                      | ジュコフスキーで廃棄処分                                                                                         |
| 2      | СССР-77101 | Tu-144S | 量産型初号機（前量産型） | 1971年6月1日に初飛行                                                | 廃棄処分 |
| 3      | СССР-77102 | Tu-144S | 量産型2号機              | 1972年3月20日に初飛行した機体。                                     | 1973年6月3日にフランス・パリ航空ショーでの展示飛行中にル・ブルジェ空港北側の村落に墜落。乗員6名と住民7名が死亡。 |
| 4      | СССР-77103 | Tu-144S | 量産型3号機              | 1973年12月13日に初飛行                                              | ジュコフスキーで廃棄処分                                                                                         |
| 5      | СССР-77104 | Tu-144S | 量産型4号機              | 1974年6月14日に初飛行。後に形式名に因んで機体記号をCCCP-77144に改番 | ジュコフスキーで廃棄処分                                                                                         |
| 6      | СССР-77105 | Tu-144S | 量産型5号機              | 1974年11月30日に初飛行、後にTu-144Dに改造                           | ジュコフスキーで廃棄処分                                                                                         |
| 7      | СССР-77106 | Tu-144S | 量産型6号機              | 1975年3月14日に初飛行                                               | モニノ空軍博物館にて展示保存                                                                                     |
| 8      | СССР-77107 | Tu-144S | 量産型7号機              | 1975年8月20日に初飛行                                               | カザンで展示保存                                                                                                 |
| 9      | СССР-77108 | Tu-144S | 量産型8号機              | 初飛行不明                                                          | サマサ研究所で保管                                                                                               |
| 10     | СССР-77109 | Tu-144S | 量産型9号機              | 初飛行不明                                                          | ヴォロズネ航空機工場で保管                                                                                       |
| 11     | СССР-77110 | Tu-144S | 量産型10号機             | 初飛行不明                                                          | ウリャノフスクで展示保存                                                                                         |
| 12     | СССР-77111 | Tu-144D | D型初号機                | 1978年4月27日に初飛行                                               | 1978年5月23日に火災により不時着                                                                                  |
| 13     | СССР-77112 | Tu-144D | D型2号機                 | 初飛行不明。                                                        | ジンスハイム自動車・技術博物館にて展示中（機内見学可）                                                           |
| 14     | СССР-77113 | Tu-144D | D型3号機                 | 初飛行不明                                                          | ジュコフスキーで廃棄処分                                                                                         |
| 15     | СССР-77114 | Tu-144D | D型4号機                 | 1981年に初飛行、後にTu-144LLに改造                                  | 2019年に修復、ジュコフスキーで展示保存                                                                           |
| 16     | СССР-77115 | Tu-144D | D型5号機                 | 初飛行不明、事実上最後に完成したTu-144                              | ジュコフスキーで保管                                                                                             |
|        | СССР-77116 | Tu-144D | D型6号機                 | 未完成                                                              | 分解状態で製造工場で保管?                                                                                        |

| 機種         | Tu-144                 | Tu-144S                | Tu-144D                | Tu-144LL               | コンコルド (比較)                        |
| ------------ | ---------------------- | ---------------------- | ---------------------- | ---------------------- | ---------------------------------------- |
| 乗員         | 3名                    | 3名                    | 3名                    | 3名                    | 3名                                      |
| 乗客         | ?                      | 120名                  | 120名                  | 0                      | 144名                                    |
| 全長         | 59.4m                  | 65.7m                  | 65.7m                  | 65.7m                  | 61.66m                                   |
| 全幅         | 27.65m                 | 28.8m                  | 28.8m                  | 28.8m                  | 25.6m                                    |
| 全高         | 12.25m                 | 14.4m                  | 14.4m                  | 14.4m                  | 12.2m                                    |
| 非積載時重量 | 85ton                  | 91.8ton                | 99.2ton                | 103ton                 | 92.08ton                                 |
| 最大離陸重量 | 180ton                 | 195ton                 | 207ton                 | 203ton                 | 185ton                                   |
| 最大着陸重量 |                        | 120ton                 |                        | 125ton                 | 111.13ton                                |
| 積載燃料     | 70ton                  |                        |                        | 95ton                  | 94.47ton                                 |
| エンジン     | クズネツォフ NK-144    | クズネツォフ NK-144    | コレゾフ RD-36-51      | クズネツォフ NK-32     | ロールスロイス / スネクマ オリンパス 593 |
| 巡航速度     | 2300km/h (マッハ 2.17) | 2200km/h (マッハ 2.07) | 2120km/h (マッハ 2.0)  | 2300km/h (マッハ 2.17) | 2145km/h (マッハ 2.02)                   |
| 最高速度     | 2430km/h (マッハ 2.30) | 2500km/h (マッハ 2.35) | 2285km/h (マッハ 2.15) | 2500km/h (マッハ 2.35) | 2368km/h (マッハ 2.23)                   |
| 航続距離     | 2920km                 | 3080km                 | 5,330 - 6200km         | 4000km                 | 6200km                                   |
| 巡航高度     | 20000m                 | 20000m                 | 20000m                 | 20000m                 | 18000m                                   |

Tu-144の3面図

Tu-144とTu-144S型はクズネツォフ NK-144を装備し、アフターバーナーを使用しなければマッハ2で飛行する事は出来ないがマッハ1.6で巡航することは可能。
Tu-144D型はより強力で燃費が優れていて(特に超音速巡航でアフターバーナーが不要で)寿命の長いコレゾフ RD-36-51を装備。

## Tu-144を扱った作品

### 映像作品
- 映画『ミミノ（原題：Мимино）』（1977年、旧ソビエト・モスフィルム） - 劇中でTu-144が登場。主人公の田舎ヘリのパイロットのミミノが憧れを抱く国際航路の最新鋭機としてTu-144が描かれる。
  - なお実際のところは、Tu-144が定期国際路線に就航した事は無い。
- ドキュメンタリー『Tu-144 成層圏の矢（原題：Ту-144 Стрела стратосферы）』（1971年、旧ソビエト）
- ドキュメンタリー『Tu -144 成層圏・空に開いた扉（原題：Ту -144 Стрела стратосферы. Дверь, открытая в небо.）』（1973年、旧ソビエト）
- ドキュメンタリー『Tu-144 離陸（原題：Ty-144 Взлет）』（1969年、旧ソビエト）
- ドキュメンタリー『超音速の戦い Tu-144についての真実（原題：Битва за сверхзвук Правда о Ту-144）』（旧ソビエト）
- ドキュメンタリー『技術シリーズ「Tu-144 超音速の最初の乗客」（原題：Ту-144. Первый пассажирский сверхзвуковой | Техногеника）（2016年5月23日、作：Discovery Channel Россия（ロシア版ディスカバリーチャンネル公式チャンネル））
- ドキュメンタリー・ネット動画『迷機で飛べ』シリーズ 『第一話 迷機で飛べ　Tu−144 - YouTube』（2015年8月16日、作：ひよこ。）
- ドキュメンタリー・ネット動画『迷/名飛行機で行こう』シリーズ 『part1 夢の超音速旅客機たち（迷列車二次作） - YouTube』（2017年3月30日、作：channel.3sA ）
- ドキュメンタリー・ネット動画『最も高くついた世界の失敗プロジェクト - YouTube』（2018年7月14日、作：トップランキング）
- ドキュメンタリー・ネット動画『Легендарные Самолеты. Ту-144: Устремлённый в будущее（邦訳：伝説の飛行機。Tu-144 未来への願い） - YouTube』（2017年3月15日、作：Московский аэропорт Домодедово（モスクワ・ドモジェドヴォ空港））
- ドキュメンタリー・ネット動画『Ту-144 - советский гражданский сверхзвук. История легенды（邦訳：Tu-144はソ連の民間超音速です。伝説の物語） - YouTube』（2018年4月24日、作：SkyShips）
- ドキュメンタリー・ネット動画『The Russian Concorde, Tupolev TU 144 Plane Documentary（邦訳：ロシアのコンコルド ツポレフTu-144 飛行機ドキュメンタリー） - YouTube』（2018年1月25日、作：Wendell Junker）
- ドキュメンタリー・ネット動画『CONCORDE / TUPOLEV 144 : LE DUEL （邦訳：コンコルド / トゥポレフ144 ザ・デュエル） - YouTube』（2019年8月29日、作：France Aviation）
- ドキュメンタリー・ネット動画『50 years from the first flight of the Tu-144』（on Tupolev 公式動画（ロシア語））